# Scelorthus
Scelorthus är ett släkte av fjärilar. Scelorthus ingår i familjen signalmalar.
Kladogram enligt Catalogue of Life:
| Scelorthus | \| \| Scelorthus calcifera \| \| \| \| \| \| Scelorthus pisoniella \| \| \| \| |
|            | \| \| Scelorthus calcifera \| \| \| \| \| \| Scelorthus pisoniella \| \| \| \| |
|            | Scelorthus calcifera                                                           |
|            |                                                                                |
|            | Scelorthus pisoniella                                                          |
|            |                                                                                |